# Photoscotosia stigmatica
Photoscotosia stigmatica är en fjärilsart som beskrevs av W. Warren 1894. Photoscotosia stigmatica ingår i släktet Photoscotosia och familjen mätare. Inga underarter finns listade i Catalogue of Life.